# Ruggero Gerlin
Ruggero Gerlin, né à Venise le 5 janvier 1899, décédé à Paris le 17 juin 1983, est un claveciniste italien.

## Biographie
Ruggero Gerlin étudie le piano au conservatoire de Milan puis vient à Paris en 1920 pour y étudier le clavecin avec Wanda Landowska.
Il continue à travailler avec elle jusqu'en 1940 notamment lors des concerts avec deux clavecins. Il retourne en Italie en 1941 pour y devenir professeur de clavecin au conservatoire San Pietro a Majella de Naples. Il anime aussi des masterclasses à l'Accademia Musicale Chigiana de Sienne. Parmi ses nombreux élèves figurent notamment Huguette Dreyfus, Kenneth Gilbert et Blandine Verlet. 
Il se produit dans de nombreux concerts et pour de nombreux enregistrements sur clavecin Pleyel, entre autres les œuvres complètes de François Couperin, Louis Couperin et Jean-Philippe Rameau. On lui doit aussi l'édition d'œuvres  d'Alessandro Scarlatti, Benedetto Marcello, etc.  